# Jean-François Paul de Gondi
Jean-François Paul de Gondi kardinal de Retz, francoski rimskokatoliški duhovnik, škof in kardinal, * 20. september 1613, Montmirail-en-Brie, † 24. avgust 1679.

## Življenjepis
12. junija 1643 je bil imenovan za soupraviteljskega nadškofa Pariza; 5. oktobra istega leta je bil potrjen in imenovan za naslovnega nadškofa Korinta. Novembra istega leta je prejel škofovsko posvečenje in 31. januarja 1644 še škofovsko posvečenje. 21. marca 1654 je postal polni nadškof. S tega položaja je odstopil 15. februarja 1662.
19. februarja 1652 je bil povzdignjen v kardinala in 14. maja 1655 je bil imenovan za kardinal-duhovnika S. Maria sopra Minerva.